# Andrzej Arendarski
Andrzej Jan Arendarski (ur. 15 listopada 1949 w Warszawie) – polski polityk i działacz gospodarczy, doktor nauk humanistycznych. Poseł na Sejm X i I kadencji (1989–1993), minister współpracy gospodarczej z zagranicą w rządzie Hanny Suchockiej, przewodniczący Stronnictwa Demokratycznego w latach 2002–2006, wieloletni prezes Krajowej Izby Gospodarczej.

## Życiorys
W 1972 ukończył studia na Wydziale Geologii Uniwersytetu Warszawskiego, następnie pracował przez rok jako nauczyciel w XLVIII Liceum Ogólnokształcącym im. Edwarda Dembowskiego w Warszawie. W latach 1973–1977 odbył studia doktoranckie w Instytucie Filozofii i Socjologii Polskiej Akademii Nauk, stopień doktora nauk humanistycznych uzyskał w 1981. Od 1977 pracował kolejno jako starszy asystent i adiunkt w Instytucie Historii Nauki, Oświaty i Techniki PAN. Od końca lat 80. działa w instytucjach gospodarczych, w latach 1990–1992 był prezesem Krajowej Izby Gospodarczej. W lipcu 1992 został powołany na stanowisko ministra współpracy gospodarczej z zagranicą w rządzie Hanny Suchockiej. W październiku 1993 ponownie objął funkcję prezesa Krajowej Izby Gospodarczej. Kierował też Polsko-Ukraińską Izbą Gospodarczą. Został także konsulem honorowym Hondurasu w Warszawie. Funkcję prezesa KIG sprawował do 2021, kiedy to przeszedł na stanowisko prezydenta tej organizacji.
Był członkiem Związku Nauczycielstwa Polskiego, od 1980 działał w Niezależnym Samorządnym Związku Zawodowym „Solidarność”, kierował komisją zakładową NSZZ w swoim instytucie. Publikował w pismach drugiego obiegu, tj. „Kierunek Solidarność”, „KOS”, „Tu i Teraz”. Z ramienia Komitetu Obywatelskiego pełnił funkcję posła X kadencji, należał do Obywatelskiego Klubu Parlamentarnego. Znalazł się wśród założycieli Kongresu Liberalno-Demokratycznego, był wiceprzewodniczącym tej partii i z jej ramienia w 1991 został wybrany na posła na Sejm I kadencji. W parlamencie pracował w Komisji Handlu i Usług oraz Komisji Stosunków Gospodarczych z Zagranicą. W 1993 bez powodzenia ubiegał się o reelekcję, KLD nie przekroczył progu wyborczego.
W latach 2002–2006 był przewodniczącym Stronnictwa Demokratycznego. Współtworzył w 2005 Komitet Wyborczy Centrum z udziałem m.in. SD i Centrum, który deklarował poparcie dla kandydatury Zbigniewa Religi w wyborach prezydenckich. Został członkiem Komitetu Wspierania Muzeum Historii Żydów Polskich Polin w Warszawie.

## Odznaczenia
- Krzyż Komandorski Orderu Odrodzenia Polski (2001)[6]
- Krzyż Oficerski Orderu Odrodzenia Polski (1998)[7]
- Krzyż Kawalerski Orderu Wielkiego Księcia Giedymina (Litwa, 1997)[8]
- Oficer Orderu Zasługi Republiki Włoskiej (2000)[9].
- Order Gwiazdy Białej II klasy (Estonia, 2002)[10]
- Order Uśmiechu